# EL/M-2238 STAR
EL/M-2238 STAR（英語: Surveillance & Threat Alert Radar）は、イスラエルのエルタ・システムズ社が開発した捜索レーダー。
複数ビームを生成しての捜索中追尾（TWS）による複数目標同時追尾能力を備えており、また信号処理にはコヒーレント・パルス・ドップラー処理が導入されている。
IAIエルタ社では、EL/M-2221 STGR 射撃指揮レーダーおよびバラク個艦防空ミサイル・システムとともに、フリゲートやコルベット、高速戦闘艇向けの小規模防空システムを構築できるものとしてオファーしており、インド海軍においては標準的な個艦防空システムとして採用されている。上記に諸元表を示した標準モデルのほか、搭載艦艇の大きさに応じてアンテナなどシステム構成を変更することができ、小型艇向けのもの（Light-STAR）では、アンテナは2.6m×1.0mで最大探知距離は200km、大型艦向けのもの（STAR Extended Range）では、アンテナは4.0m×2.0mで最大探知距離は350kmとなる。

## 搭載艦
インド海軍
- 空母「ヴィラート」
- コルカタ級駆逐艦
- ラージプート級駆逐艦
- ゴーダーヴァリ級フリゲート
- ブラマプトラ級フリゲート
- シヴァリク級フリゲート

 シンガポール海軍
- エンデュアランス級揚陸艦

 チリ海軍
- フリゲート「アルミランテ・ウィリアムズ（英語版、スペイン語版）」

 ベネズエラ海軍
- マリスカル・スクレ級フリゲート